# Мингарели (Терамо)
Мингарели (итал. Mingarelli) је насеље у Италији у округу Терамо, региону Абруцо.
Према процени из 2011. у насељу је живело 59 становника. Насеље се налази на надморској висини од 237 м.